# Joseph Hooker
Pour les articles homonymes, voir Hooker.
Joseph Hooker (né le 13 novembre 1814 et mort le 31 octobre 1879) est un officier de l'US Army, qui servit durant la guerre américano-mexicaine avant de devenir un général d'état major de l'Union durant la guerre de Sécession. Il était connu sous le sobriquet de « Fighting Joe » Hooker en raison de sa ténacité, de ses violentes colères et de son caractère bagarreur.
Après avoir commandé sous les ordres de George McClellan (notamment lors de la bataille d'Antietam au cours de laquelle il sera blessé au pied), il fut nommé à la tête des armées de l'Union par Abraham Lincoln qui recherchait un général au tempérament offensif. Il fut vaincu à Chancellorsville par Robert Lee et Stonewall Jackson.

## Avant la guerre
Joseph Hooker naît à Hadley dans le Massachusetts, quatrième enfant de ses parents. Il est le cinquième garçon à porter le nom de Joseph Hooker depuis l'arrivée du premier Joseph en 1689 au Massachusetts. Bien que ses parents aient des difficultés financières liées à des spéculations réalisées lors de la guerre de 1812, ils réussissent a garder la grande maison familiale et à financer l'éducation de enfants l'académie d'Hopkins. Un temps destiné au clergé, Joseph Hooker préfère entrer dans une carrière militaire. Il doit son intégration à l'académie militaire de West Point à la recommandation de l'un de ses professeurs. Élève appliqué, il apprend rapidement et obtient de bon résultat et gagne la réputation d'orateur arrogant dans sa promotion alors qu'il défie étudiants et professeurs notamment à propos du sujet de l'abolition de l'esclavage. Alors que ses résultats académiques lui auraient valu un rang élevé au sein de sa promotion, son comportement lui vaut un nombre important de « démérites », le faisant chuter dans le classement.
Joseph Hooker sort diplômé de West Point en 1837, vingt-neuvième sur cinquante,.

### Seconde guerre séminole
Il est promu second lieutenant dans le 1st U.S. Artillery le 1er juillet 1837. Il est envoyé en Floride combattre les Amérindiens Séminoles. Compte tenu du caractère insurrectionnel de la guerre et de la topographie marécageuse, Joseph Hooker combat lors d'escarmouches où l'artillerie n'a que peu de place.
Il est promu premier lieutenant le 1er novembre 1838. Du 1er septembre 1841 au 11 mai 1846, il tient les fonctions d'adjudant au sein de l'académie militaire de West Point,. Un officier se souvient de lui comme bel homme avec des manières polies. Néanmoins, Il se montre aussi d'une imprudence effrontée, vantard et amateur d'alcool, de femmes et d'un train de vie élevé.

### Guerre américano-mexicaine
Lorsque la guerre américano-mexicaine éclate, il se lance dans la guerre avec passion. Il est officier d'état-major successivement pour trois généraux : P. F. Smith, Benjamin Butler et Gideon J. Pillow. À ce titre, il passe beaucoup de temps sur les lignes, à transmettre les ordres entre les quartiers-généraux et les officiers commandant sur le terrain. Lors de la bataille de Monterey, il sert sous Zachary Taylor qui loue dans l'un de ses rapports ses qualités militaires. Il est breveté capitaine le 23 septembre 1846 pour bravoure et conduite méritoire lors de plusieurs combats à Monterrey. Il est breveté commandant le 11 juin 1847 pour bravoure et conduite méritoire dans l'affaire du pont national au Mexique. Il est breveté lieutenant colonel le 13 septembre 1847 pour bravoure et conduite méritoire lors de la bataille de Chapultepec. L'obtention de ces trois brevets lors de la guerre en fait de lui le seul premier lieutenant de l'armée autant récompensé. Le général Pillow reconnaît officiellement que Hooker « s'est distingué personnellement par une extraordinaire activité, énergie et bravoure ».
À l'issue du conflit, le général Pillow écrit une lettre publique, sous le pseudonyme de Leonidas s'arrogeant la gloire des victoires de Contreras et de Churubusco alors que le général Wilfried Scott commandait lors de ces batailles. Lorsque Scott découvre l'identité de Leonidas, il traduit en cour martiale Pillow. Joseph Hooker témoigne en faveur de Pillow, ce qui lui vaut l’inimitié indéfectible de Scott.
Il est promu capitaine le 20 octobre 1848 au sein du 1st U.S. Artillery, mais la nomination reste vacante dès cette date sans que l'on sache pourquoi,. Le 9 juin 1849, il est nommé adjudant général adjoint pour la division du Pacifique. Pendant cette période calme, il passe ses journées et ses nuits à boire, avec des femmes et jouant, empruntant de l'argent à Henry Halleck et William T. Sherman. Après une année de congé, il démissionne de l'armée le 21 février 1853 sans toutefois avoir remboursé ses deux créanciers qui lui en gardent rancune,.
Il s'installe alors dans le comté de Sonoma en Californie, où il devient fermier. En 1858, il est commissaire de police des routes militaires de l'Oregon. Fin 1858, il demande l'intervention du secrétaire à la guerre John B. Floyd auprès du président James Buchanan pour obtenir une commission de lieutenant colonel dans l'armée régulière, commission qu'il n'obtient pas, vraisemblablement du fait de Winfield Scott. Entre 1859 et 1861, il sert en tant que colonel dans la milice de Californie.

## Guerre de Sécession

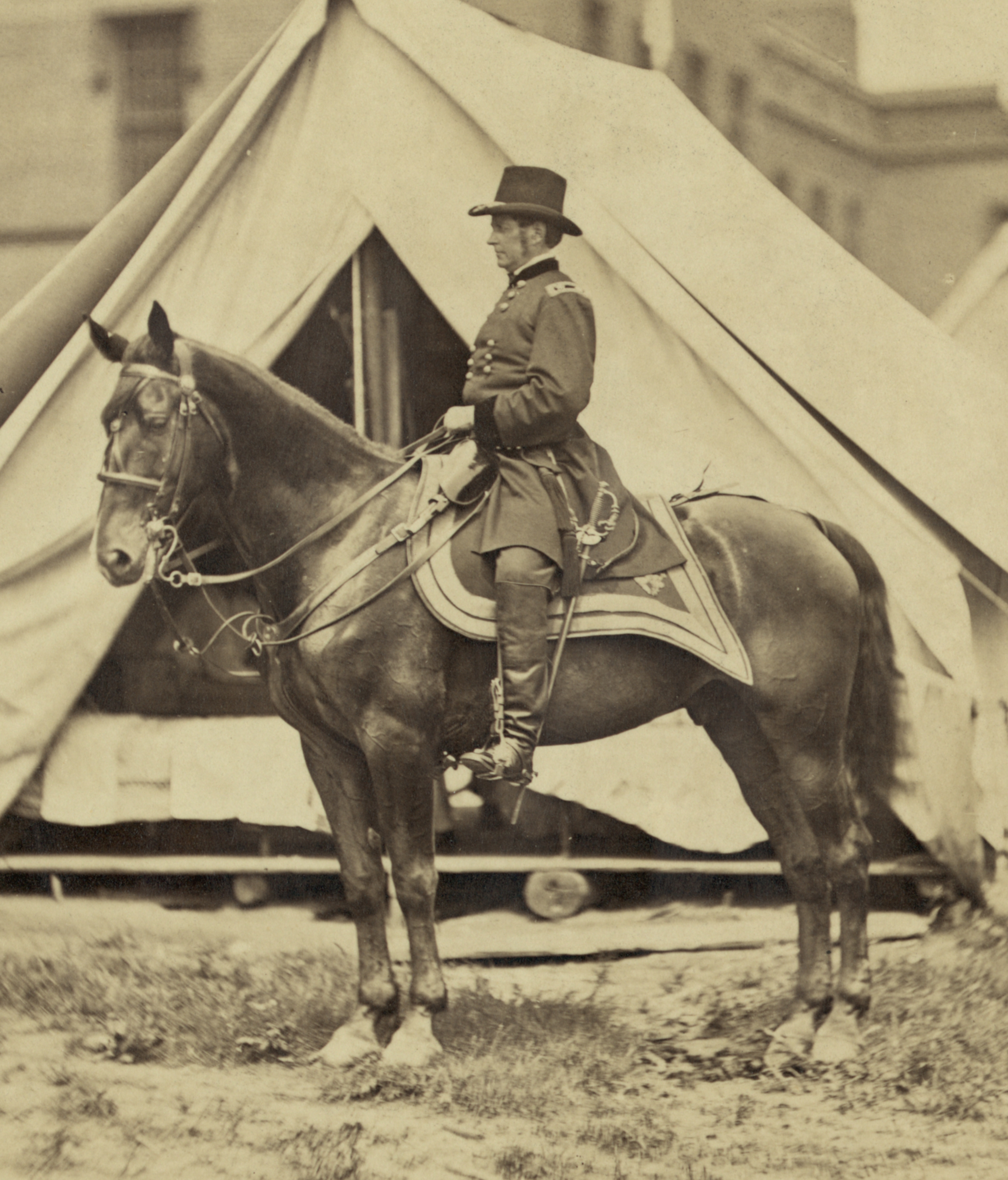
Joseph Hooker à cheval en 1863.

Alors en recherche d'une commission, il assiste à la première bataille de Bull Run. Dix jours après, une liste de nomination de généraux est envoyée au sénat. Hooker est le cinquième sur la liste, sur laquelle se trouve aussi Ulysse S. Grant. Les nominations sont confirmées le 5 août 1861. Joseph Hooker est alors nommé rétroactivement brigadier général des volontaires le 17 mai 1861,, malgré l'opposition du général Scott. Il doit sa nomination à l'intervention du sénateur Edward Dickinson Baker qui le recommande à Abraham Lincoln : « Il désire tirer son épée pour son pays. Il est un soldat instruit. L'histoire de la guerre du Mexique est remplie de batailles auxquelles il a pris une part distinguée et honorable. Aucun autre officier régulier n'a gagné plus de renommée, et aucun homme de quelque grade qui soit n'a montré plus de bravoure. » Il prend donc le commandement d'une brigade dans les environs de Washington. Après une année où il commande des troupes dans le district de Columbia, le général McClellan l'appelle au sein de l'armée du Potomac en mai 1862.
Il prend alors le commandement d'une brigade de réserve, composée du 1st Massachusetts, du 11tt Massachusetts, du 2nd New Hampshire et du 28th Pennsylvania. Il inculque aux hommes qui la composent la discipline, les manœuvres, l'utilisation des armes et des baïonnettes. Il montre déjà son attention à ce que les hommes perçoivent des rations convenables, des vêtements et autres fournitures. En septembre 1861, la brigade se voit renforcée d'un cinquième régiment : 1st Michigan. La brigade est alors affectée à la protection de la ligne de chemin de fer de Baltimore et Ohio entre Annapolis Junction et Blandensburg.
Le 11 octobre 1861, Hooker prend le commandement d'une division qui comprend la brigade Excelsior de Daniel Sickles. Hooker devient un fervent défenseur des ballons d'observation, malgré des débuts difficiles en raison de la météo. Il est convaincu de son usage lors l'observation de Cockpit point qui lui confirme la concentration de l'ennemi avec des batteries d'artillerie.
Pendant, l'hiver 1861-1862, il permet néanmoins à des propriétaires d'esclaves du Maryland d'entrer dans son camp pour retrouver ceux qui leur appartiendraient. Néanmoins, à un propriétaire d'esclave qui lui réclame ses esclaves, il répond « Si vos esclaves sont ici et choisissent de partir avec vous et que les gars du Massachusetts sont contents, je n'ai pas d'objection. Mais, s'ils refusent et qu'une dispute éclate ici, je crains que je ne vous enferme dans la maison d'arrêt - la même que pour tout autre maraudeur ».
Il doit son surnom à une erreur de typographie dans un article : un point a été oublié entre Fighting et Joe.
Lors de la campagne de la Péninsule, à la bataille de Williamsburg, Hooker commande une division du IIIe corps commandé par le général Heintzelman. Sa division subit les assauts des troupes confédérées de James Longstreet. Il résiste jusqu'à l'arrivée de la 3rd division du IIIe corps commandée par le général Philip Kearny. Il est promu major général des volontaires le 5 mai 1862. Le 14 septembre 1862 lors de la bataille de South Mountain, il chasse les confédérés de la division de D.H. Hill de Turner's Gap ce qui pousse le général Lee à se placer dans une position défensive avant la bataille d'Antietam. Trois jours plus tard, il mène l'assaut initial à Antietam. Il est blessé au pied lors des combats. Il est promu brigadier général de l'armée régulière le 20 septembre 1862.
Lorsque Ambrose Burnside prend le commandement de l'armée du Potomac, il donne le commandement d'une des nouvelles grandes divisions.

### Chancellorsville

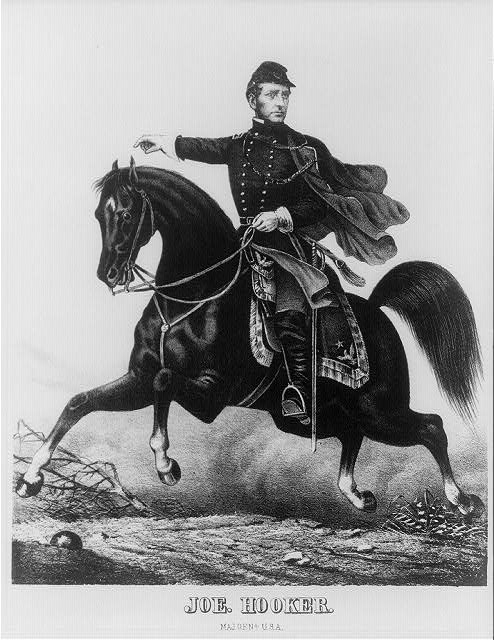
Joe Hooker sur une lithographie de 1863

Fin janvier 1863, après le désastre de Fredericksburg, Joseph Hooker porte des accusations contre Ambrose Burnside qui demande alors la relève de Hooker et dans le cas contraire propose sa démission. C'est cette dernière proposition qui est retenue et Joseph Hooker prend alors le commandement de l'armée du Potomac. Néanmoins, Abraham Lincoln le met en garde : « Je dois craindre maintenant que l'esprit que vous avez aidé à infuser au sein de l'armée, de critiquer ses commandants, ne se retourne contre vous ». Par ailleurs, Abraham Lincoln lui fait une remarque sur des propos malheureux sur le besoin d'une dictature : « Seuls les généraux qui obtiennent des succès peuvent être nommés dictateur [...] C'est pourquoi je vous demande des succès militaires, et je prendrai le risque de la dictature. »
Alors qu'il prend le commandement de l'armée après la marche dans la boue, Hooker met en œuvre plusieurs changements pour améliorer son moral et son efficacité : meilleurs rations, amélioration de l'hygiène, amélioration de la structure de commandement, corps de cavalerie séparé. Il met en place un nouveau bureau chargé du renseignement et un corps d'éclaireurs.

Il fanfaronne, prévoyant sa victoire : 

« Mes plans sont parfaits, et je vais commencer à les mettre en œuvre, puisse Dieu avoir pitié de Bobby Lee, je n'en aurai aucune. »

— Major général de l'Union Joseph Hooker, 12 avril 1863
Le 28 avril 1863, Hooker met en mouvement l'armée du Potomac, traversant la rivière Rappahannock près de la Wilderness. Ce sont donc les V, XI et XIIe corps qui traversent la rivière à Kelly's Ford, laissant les VI et Ier corps en face de Fredericksburg pour fixer l'armée de Virginie du Nord. Contrairement aux attentes de Hooker, le général Lee prend l'offensive. Après un combat le 1er mai 1863, il met l'armée du Potomac dans une position défensive, laissant l'initiative au général Lee qui envoie le corps commandé par Stonewall Jackson contre le XIe corps du général Oliver O. Howard. Bien qu'en supériorité numérique, Hooker fait retraiter son armée en bon ordre, perdant 17 000 hommes contre seulement 12 000 pour l'armée de Virginie du Nord.
Lors de la progression vers Gettysburg, le général Abner Doubleday interroge Hooker sur ce qui s'est passé à Chancellorsville : « Hooker, qu'est-ce qui s'est passé avec vous à Chancellorsville ? Certains racontent que vous étiez blessé par un éclat d'obus, et d'autres que vous étiez ivre ; maintenant dites-nous ce qu'il en était ». Hooker répond franchement : « Doubleday, je n'étais pas blessé par un éclat d'obus, et je n'étais pas ivre. Pour une fois, j'ai perdu confiance en Hooker, et c'est tout ce qu'il y a à dire. »
Joseph Hooker apprend le 8 juin 1863 que l'armée de Virginie du Nord utilise la vallée de la Shenandoah pour avancer dans les États du Nord. Hooker souhaite attaquer les arrières de l'armée sudiste et menacer Richmond, mais les responsables de l'Union, qui ont perdu confiance en lui après la défaite de Chancellorsville, lui interdisent de le faire. Il fait remonter l'armée du Potomac vers le nord, protégeant ainsi les grandes villes du nord. Le 26 juin, il envoie sa lettre de démission à Abraham Lincoln pour protester contre le manque de renfort. Le 28 juin 1863, Joseph Hooker est relevé de son commandement et remplacé par George Meade.

### Théâtre occidental

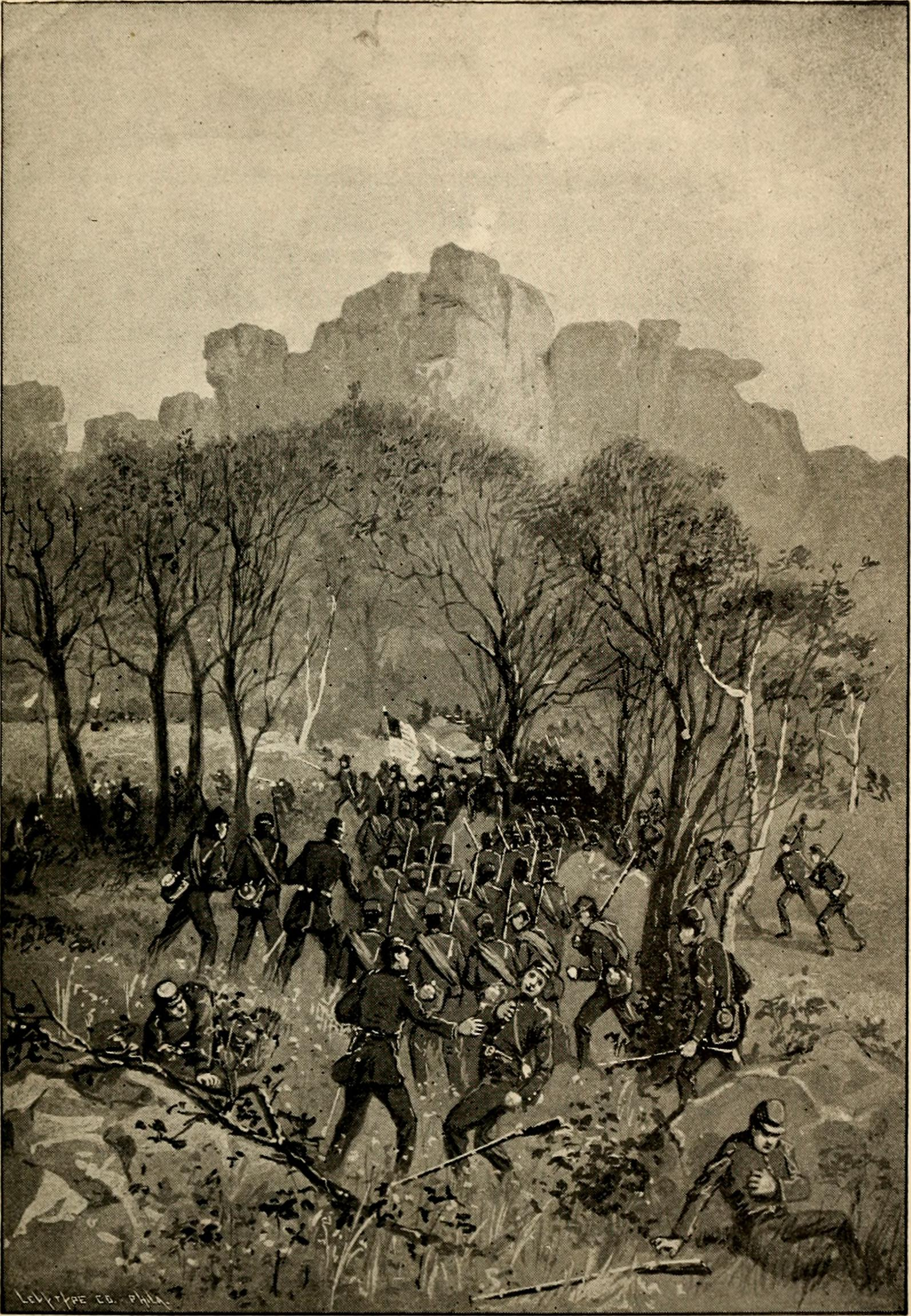
Bataille de Lookout Mountain.

Hooker retrouve sa réputation en tant que commandant de corps sous les ordres du général Ulysses S. Grant. Il participe à la bataille de Chattanooga et à la bataille de Lookout Mountain.
Il reçoit les remerciements du Congrès le 28 janvier 1864 pour « l'habileté, l'énergie et l'endurance avec lesquels il a couvert Washington et Baltimore du coup réfléchi de l'armée des rebelles, avançant et puissante, menée par le général Robert E. Lee ».
Il commande le XXe corps lors de la marche vers la mer de Sherman. Il participe à la campagne d'Atlanta. À la mort du major général McPherson, Sherman lui préfère Howard pour le remplacer à la tête de l'armée du Tennessee. Hooker demande alors à être relevé de son commandement en signe de protestation. Il commande alors le département du Nord, le département de l'Est et enfin le département des lacs jusqu'à la fin de la guerre.
Il est breveté major général le 13 mars 1865 pour bravoure et service méritoire lors de la bataille de Chattanooga.
Il quitte le service actif des volontaires le 2 septembre 1866.

## Après la guerre
Alors qu'il est affecté à Cincinnati, il épouse Olivia Augusta Groesbeck en 1865. Elle meurt trois ans plus tard de la tuberculose. Joseph Hooker prend sa retraite avec le grade de major général le 15 octobre 1868 après une attaque de paralysie.

Il meurt le 31 octobre 1879 alors qu'il visite Garden City, New York. Il est enterré dans le cimetière de Cincinnati, Ohio.

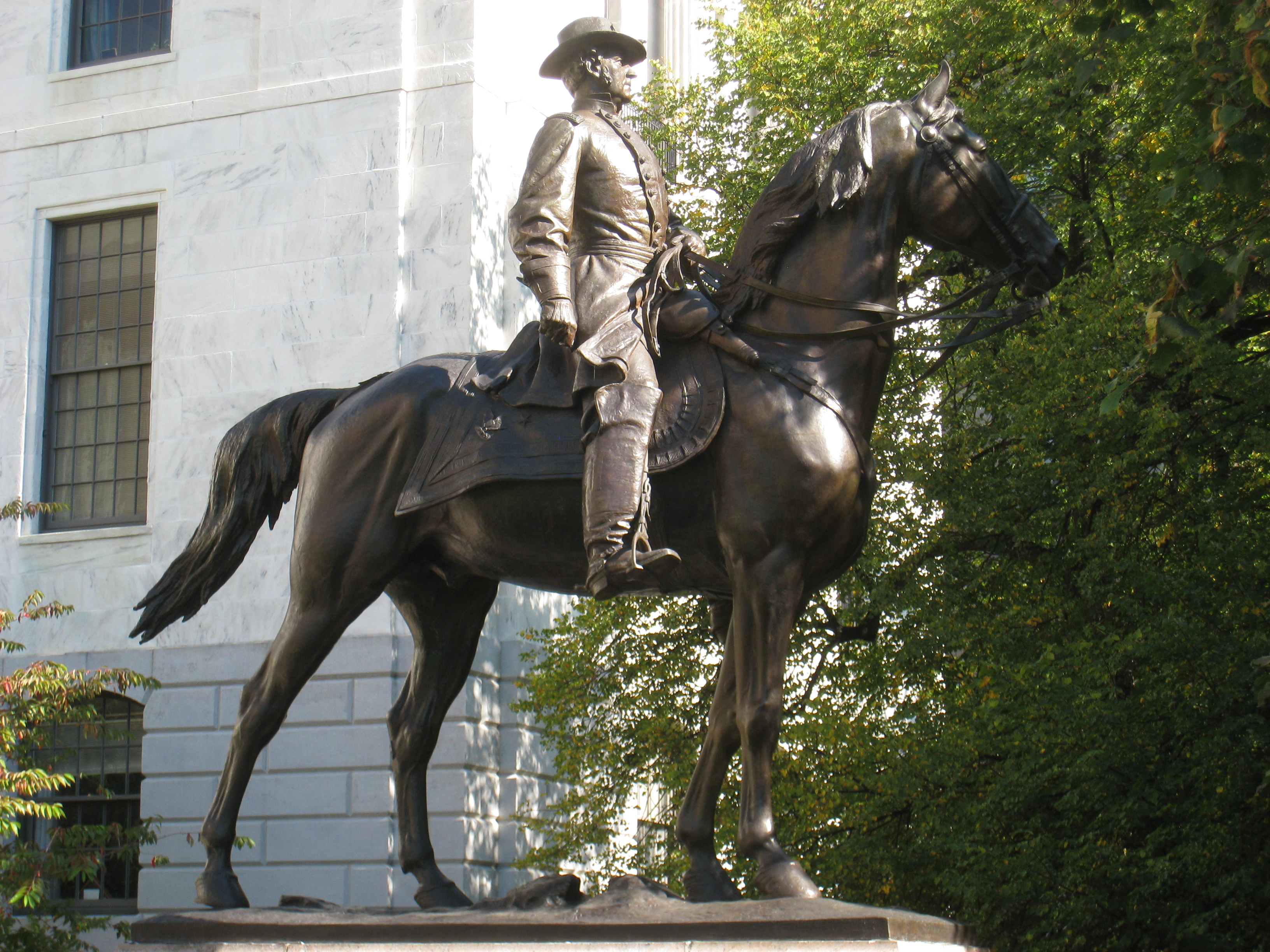
Statue équestre de Joseph Hooker